# Igreja de São João de Caen

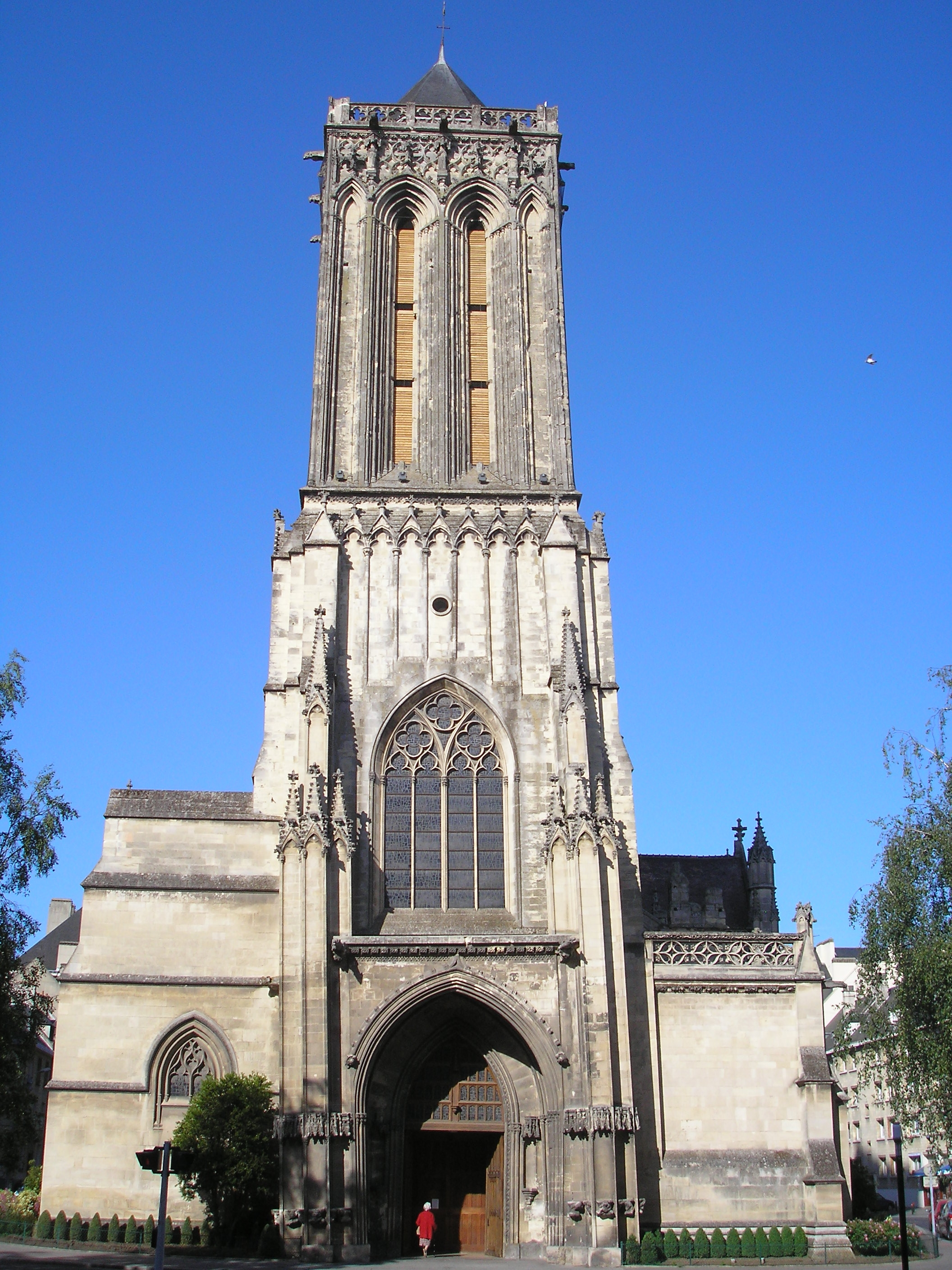
Igreja de São João de Caen

A Igreja de São João de Caen é a igreja paroquial do distrito de Saint-Jean em Caen, na França. Este monumento está sujeito a uma classificação como monumentos históricos pela lista de 1840.
O primeiro local de culto, dedicado ao apóstolo João, foi fundado no século VII numa estrada romana que cruzava os pântanos do vale inferior do Orne ; este eixo conectando Augustodurum (Bayeux) a Noviomagus Lexoviorum (Lisieux) mais tarde tornou-se rue Exmoisine, agora rue Saint-Jean. Em 1954-1956, sarcófagos monolíticos feitos de pedra de Caen foram descobertos durante trabalhos de reatauração na igreja. Eles testemunham a provável existência de uma pequena necrópole ao longo da estrada romana e um oratório fundado nas proximidades. Deste santuário pré-românico, não sobra nada.